# 沈黙の鉄拳
『沈黙の鉄拳』（ちんもくのてっけん、原題: A Dangerous Man）は、2009年のアメリカ映画。

## ストーリー
元特殊部隊のシェーンは無実の罪で6年間刑務所に服役し、仕事も家族も失い、自暴自棄の生活を送っていた。 そんなある日、中国人のギャングたちが警官を殺害する場面に遭遇し、シェーンがそれを助けに入ったことから事態は思わぬ方向へと進み始める……。

## キャスト
| 役名                 | 俳優                     | 日本語吹替 |
| -------------------- | ------------------------ | ---------- |
| シェーン・ダニエルズ | スティーヴン・セガール   | 大塚明夫   |
| ディア               | マーライナ・マー         | 本名陽子   |
| セルゲイ             | ジェシー・ハッチ         | 杉山大     |
| ヴラッド             | ヴィタリー・クラチェンコ | 斎藤志郎   |
| 大佐                 | バイロン・マン           | 滝知史     |
| チェン               | テリー・チェン           | 三上哲     |
| リッチー             | ジェリー・ワッサーマン   | 浦山迅     |
| マオ                 | バイロン・ローソン       | 中嶋将平   |
| ホリー               | エイダン・ディー         | 小橋知子   |
| マルコフ             | ロビン・ニールセン       | 田内裕一   |
| クラーク             | マイク・ドブド           | 小松史法   |
| クワン               | ヴィンセント・チェン     | 玉野井直樹 |
| 弁護士               | サラ・ディーキンス       | 牛田裕子   |
| 刑事                 | ダリル・シャトワース     | 黒澤剛史   |

- 日本語吹き替え

プロデューサー：那須史子、ディレクター：宮本龍也、演出：高田浩光、翻訳：久布白仁司、録音・調整：榊枝一也、吹替版コーディネーター：臼杵俊之、神保藍子、制作：ワーナー・ホーム・ビデオ、プロセンスタジオ

## スタッフ
- 監督：キオニ・ワックスマン
- 製作：デボラ・B・ガブラー
- 製作総指揮：スティーヴン・セガール、フィリップ・ゴールドファイン、ベンジャミン・F・サックス、ダニー・ウェバー、ドラン・チャンドラー、マーク・ゾハー
- 脚本：キオニ・ワックスマン
- 撮影：ネイサン・ウィルソン
- 音楽：マイケル・リチャード・プロウマン
- 編集：トレヴァー・ミロシュ
- キャスティング ジュディ・リー
- SFX・VFXスーパーバイザー：アンドリュー・カー
- SFX・VFXプロデューサー：ポーリーン・バーンズ